# Dei Consentes

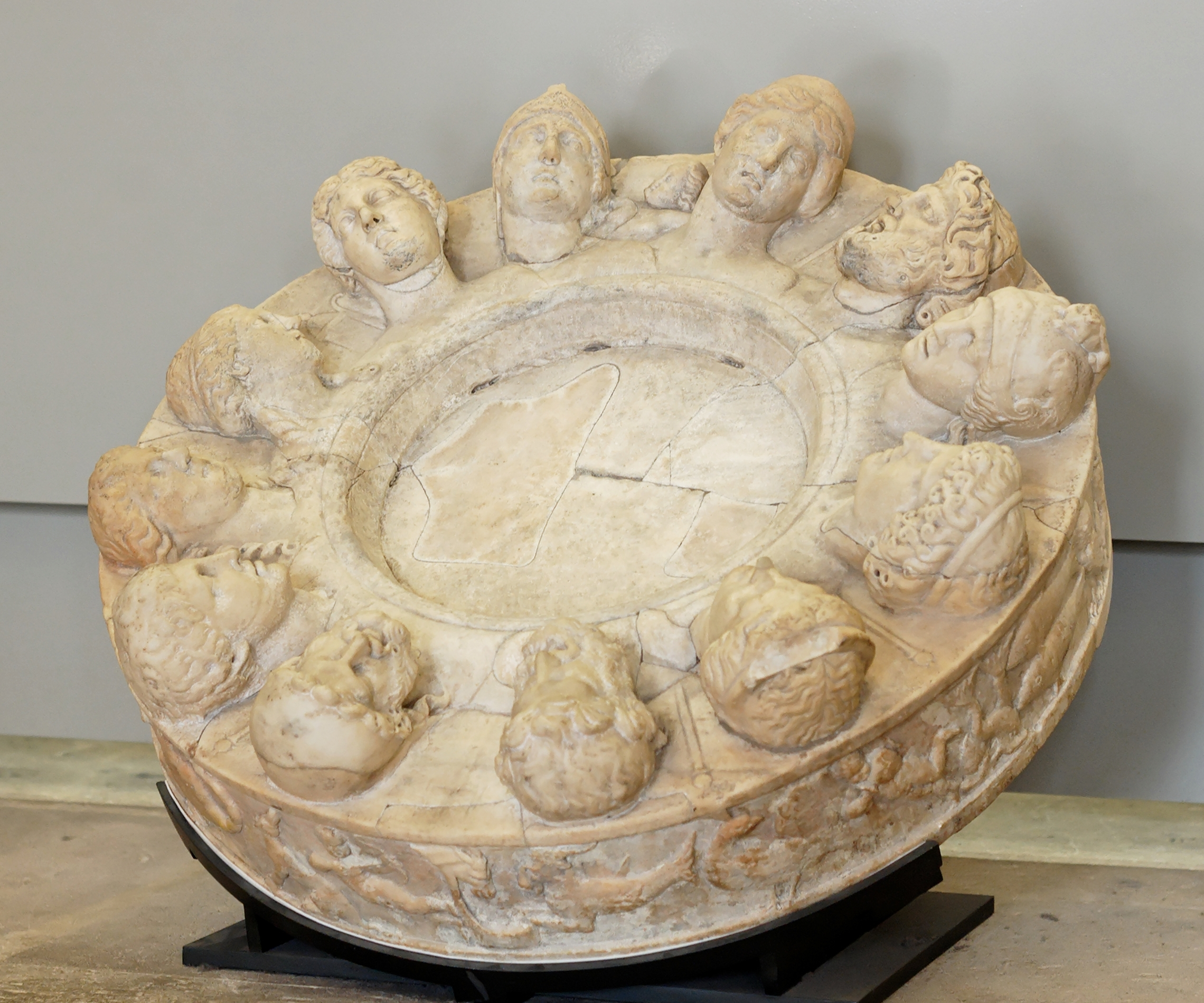
Altarstein der 12 Dei Consentes (Louvre)

Die Dei consentes oder Dii consentes waren die Gruppe von 12 Göttern, die von den Römern besonders verehrt wurden. Der Dichter Ennius nannte im 3. Jahrhundert v. Chr. die folgenden 6 männlichen und 6 weiblichen Götter:
- Jupiter – Zeus
- Juno – Hera
- Minerva – Athene
- Vesta – Hestia
- Ceres – Demeter
- Diana – Artemis
- Venus – Aphrodite
- Mars – Ares
- Mercurius – Hermes
- Neptun – Poseidon
- Vulcanus – Hephaistos
- Apollo – Apollon.

Ihre vergoldeten Statuen standen auf dem Forum Romanum, später anscheinend in der Porticus Deorum Consentium, deren Wiederherstellung durch Vettius Agorius Praetextatus im Jahr 367 durch eine entsprechende Inschrift belegt ist. Die Götter wurden beim Lectisternium, einem Bankett der Götter, verehrt. Dabei wurden die Statuen der Götter auf Kissen gestellt und ihnen ein Mahl offeriert.
Die Zwölfzahl hatten die Römer von den Etruskern übernommen, welche auch ein Pantheon von 12 Göttern verehrten. Daher stammt auch die Bezeichnung Consentes, da die römischen Schriftsteller die etruskische Bezeichnung mit Consentes (von „übereinstimmen“) bzw. Complices (von „zusammenlegen“) wiedergaben, also die Bezeichnung einer Art von Ratsversammlung. Dieser etruskische Götterrat beriet den obersten Gott Tinia, die etruskische Entsprechung von Jupiter, vor allem dann, wenn es um das Schleudern einer bestimmten Art von Blitzen ging. Über die Zusammensetzung dieser Ratsversammlung ist weiter nichts bekannt.
Identifiziert wurden die römischen Dei consentes mit den griechischen olympischen Göttern. Die ersten drei Götter Jupiter, Juno und Minerva bildeten die Kapitolinische Trias und führten die anderen.